# Port lotniczy Haines Junction
Port lotniczy Haines Junction (IATA: YHT, ICAO: CYHT) – regionalny port lotniczy położony 3,5 kilometra na północny zachód od Haines Junction, w prowincji Jukon, w Kanadzie.

## Drogi startowe i operacje lotnicze
Operacje lotnicze wykonywane są ze żwirowo-szutrowej drogi startowej:
- RWY 05/23, 1525 × 30 m